# Liste des systèmes de transmission d'informations
 (novembre 2023).
Liste des systèmes de transmission d'informations entre périphériques informatiques :
Cette liste énumère les moyens conventionnels de transmettre des données numériques (non analogiques) par liaison filaire, optique ou par onde radio. Ne sont pas listées les interfaces spécifiques telles que le MIDI qui ne sert à transférer que de la musique.
Les débits ci-dessous sont donnés en kilobit/s, mégabit/s, gigabit/s...
Un kilobit est égal à 1000 bits, un mégabit à 1000 kilobits, etc., comme l'indique le standard CEI/IEC 60027-2 (1re et 2e révisions).

## Systèmes filaires
- Firewire ou IEEE 1394
  - Firewire400 à 400 Mib/s
  - Firewire800 à 800 Mib/s
  - Firewire1200 à 1200 Mib/s
  - Firewire1600 à 1600 Mib/s
  - Firewire3200 à 3200 Mib/s
  - Firewire6400 à 6400 Mib/s (à l'étude)
- SCSI
  - SCSI (SCSI1) à 40 Mib/s
  - Wide SCSI (SCSI2) à 80 Mib/s
  - Fast SCSI (SCSI2) à 80 Mib/s
  - Fast Wide SCSI (SCSI2) à 160 Mib/s
  - Ultra SCSI (SCSI3) à 160 Mib/s
  - Ultra Wide SCSI (SCSI3) à 320 Mib/s
  - Ultra2 SCSI (SCSI3) à 320 Mib/s
  - Ultra2 Wide SCSI (SCSI3) à 640 Mib/s
  - Ultra3 SCSI (SCSI3) à 640 Mib/s
  - Ultra160 SCSI (ou Ultra3 Wide SCSI) (SCSI3) à 1,25 Gib/s
  - Ultra320 SCSI (SCSI3) à 2,5 Gib/s
  - Ultra640 SCSI (SCSI3) à 5 Gib/s
  - SCSI-SAS à 24 Gib/s (SAS large: de 96 à 192 Gib/s)
- USB
  - USB 1.1 mode lent à 1,5 Mb/s
  - USB 1.1 mode rapide à 12 Mb/s
  - USB 2.0 High Speed à 480 Mb/s
  - USB 3.0 Super Speed à 4800 Mb/s
  - USB 3.1                        à     10 Gb/s
- ATA ou IDE
  - ATA I à VII 0,1 à 1064 Mib/s
- SATA
  - SATA I à 1500 Mib/s (150 Mio/s)
  - SATA II à 3000 Mib/s (300 Mio/s)
  - SATA III à 6000 Mib/s (600 Mio/s)
- eSATA
  - eSATA I à 1500 Mib/s (150 Mio/s)
  - eSATA II à 3000 Mib/s (300 Mio/s)
  - eSATA III à 6000 Mib/s (600 Mio/s)

## Bus
- PCI-Express

| Lignes                   | PCI-Express 1 | PCI-Express 2 | PCI-Express 3 |
| ------------------------ | ------------- | ------------- | ------------- |
| Vitesse du bus par ligne | 250 Mo/s      | 500 Mo/s      | 1000 Mo/s     |
| x1                       | 250 Mo/s      | 500 Mo/s      | 1 Go/s        |
| x2                       | 500 Mo/s      | 1 Go/s        | 2 Go/s        |
| x4                       | 1 Go/s        | 2 Go/s        | 4 Go/s        |
| x8                       | 2 Go/s        | 4 Go/s        | 8 Go/s        |
| x16                      | 4 Go/s        | 8 Go/s        | 16 Go/s       |
| x32                      | 8 Go/s        | 16 Go/s       | 32 Go/s       |

## Réseaux
- Ethernet
  - Ethernet, 10 mégabits par seconde
  - Fast Ethernet, 100 mégabits par seconde
  - Gigabit Ethernet, 1 000 mégabits par seconde
  - 10 Gigabit Ethernet, 10 gigabits par seconde
- InfiniBand
  - InfiniBand SDR 10 gigabits par seconde
  - InfiniBand DDR 20 gigabits par seconde
  - InfiniBand QDR 40 gigabits par seconde
- Token Ring
- CPL
  - CPL jusqu'à 500 mégabits par seconde
- Réseaux de téléphonie mobile
  - de 100 kb/s à environ 150 Mb/s (LTE)

## Systèmes sans fil
- Bluetooth (onde radio) avec une portée allant de quelques mètres à 100 mètres en terrain dégagé selon la classe (1, 2 ou 3)
  - IEEE 802.15.1 ou Bluetooth : 1 à 3 Mb/s
- HiperLAN (onde radio) : réseau ad hoc sans fil ne nécessitant ni configuration ni contrôle central.
- Wi-Fi (onde radio) avec une portée allant jusqu'à 300 mètres en terrain dégagé.
  - Wi-Fi 802.11b à 11 Mb/s
  - Wi-Fi 802.11g à 54 Mb/s
  - Wi-Fi 802.11n à 300 Mb/s
  - Wi-Fi 802.11ac (phase 1) à 1300 Mb/s
  - Wi-Fi 802.11y à 54 Mb/s
- irDA (infrarouge) avec une portée de quelques mètres
  - irDA 1.0 à 115 kib/s
  - irDA 1.1 à 4 Mib/s
  - irSimple à 16 Mib/s
- Wireless USB (onde radio) avec une portée allant jusqu'à 10 mètres en intérieur (norme abandonnée)
  - de 480 Mb/s à 3 mètres, il chute à 110 Mb/s à 10 mètres

La norme WUSB ne perturbe pas les liaisons Wi-Fi ou Bluetooth à 2,4 GHz car elle repose sur la technologie radio à courte portée Ultra Wide Band (UWB). Cette technologie traverse mieux les obstacles[réf. souhaitée] et exploite des fréquences de 3,1 à 10,6 GHz.